# Holothele shoemakeri
Holothele shoemakeri är en spindelart som först beskrevs av Alexander Petrunkevitch 1926.  Holothele shoemakeri ingår i släktet Holothele och familjen fågelspindlar. Inga underarter finns listade i Catalogue of Life.